# Marcus Porcius Cato (IV)
Marcus Porcius Cato (IV) was de enige zoon uit het huwelijk tussen Marcus Porcius Cato Uticensis minor en Atilia. Hij begeleidde zijn vader tijdens diens vertrek uit Italië en was bij hem in Utica op het moment van diens zelfmoord. Na de dood van zijn vader werd hij door Julius Caesar vergeven voor zijn eerdere daden. Na de moord op Caesar schaarde Cato zich in het kamp van zijn zwager Marcus Junius Brutus en volgde hem op zijn reis van Macedonia naar Asia. Hij liet het leven tijdens de slag bij Philippi in 42 v.Chr. 